# Матеуш Кохальський
Матеуш Кохальський (пол. Mateusz Kochalski, нар. 25 липня 2000, Свідник) — польський футболіст, азербайджанського клубу «Карабах».

## Кар'єра

### «Легія»
Поаав займатися футболом у футбольній академії БСК (Люблін). У 2015 році футболіст перебрався до варшавської «Легії», де продовжив виступати на юнацькому рівні. У 2016 році футболіст приєднався до юнацької команди у віковій категорії до 19 років, а під кінець сезону також став підтягуватися до ігор з другою командою клубу. Новий сезон футболіст розпочав також у юнацькій команді, проте також став резервним воротарем у молодіжній команді, за яку за підсумком так і не дебютував.

#### Оренда в «Легіоновію»
У лютому 2018 року футболіст на правах орендної угоди приєднався до клубу «Легіоновія» з третього дивізіону до кінця сезону. Дебютував за клуб 11 березня 2018 року в матчі проти «Радом'яка». Футболіст відразу ж став основним воротарем клубу, проте за підсумком сезону вони посіли останнє місце у чемпіонаті, вилетівши до Третьої ліги. Після закінчення терміну орендної угоди футболіст покинув клуб.

#### Оренда в «Радом'як»
У липні 2018 року футболіст на правах орендної угоди перейшов до «Радом'яка». Дебютував за клуб 4 серпня 2018 року у матчі проти «Белхатува». Упродовж усього сезону футболіст був переважно резервним воротарем. За підсумком сезону футболіст разом із клубом став чемпіоном Другої ліги. У новому сезоні футболіст продовжив виступати у команді на правах оренди, швидко закріпившись у ролі основного воротаря. У лютому 2020 року був відкликаний назад до «Легії».

#### Повернення до «Легії»
Після повернення з оренди футболіст приєднався до молодіжної команди варшавського клубу, проте не провів жодного матчу через призупинення чемпіонату у зв'язку з пандемією COVID-19. Влітку 2020 року футболіст продовжив готуватися до нового сезону із другою командою клубу, за яку дебютував 9 серпня 2020 року в матчі проти РКС (Радомсько) і загалом провів лише 2 матчі.

#### Друга оренда в «Радом'як»
У серпні 2020 року футболіст повернувся до «Радом'яка» на правах орендної угоди до кінця сезону. Перший матч за клуб зіграв 22 серпня 2020 року в рамках Кубка Польщі проти клубу «Медзь». Перший матч у Першій лізі зіграв 29 серпня 2020 проти «Відзева». Футболіст одразу став основним воротарем клубу, провівши усі матчі в клубі, разом з яким за підсумком став чемпіоном Першої ліги. Сам же футболіст відзначився 20 «сухими» матчами у 37 зустрічах у всіх турнірах. Після закінчення терміну орендної угоди футболіст покинув клуб.
Новий сезон футболіст розпочинав у складі основної команди рідного варшавського клубу. У липні 2021 року разом із «Легією» вирушив на кваліфікаційні матчі Ліги чемпіонів УЄФА і дійшов до третього кваліфікаційного раунду, після чого, так і не дебютувавши за основну команду, знову відправився в оренду у «Радом'як» ще на один рік. Втім, цього разу Матеуш втратив свій статус основного воротаря і майже весь сезон провів на лаві запасних, а матч у Екстраклясі зіграв 22 квітня 2022 року проти «Краковії». У червні 2022 року футболіст після закінчення терміну оренди покинув клуб.

### «Сталь» (Мелець)
У червні 2022 року футболіст перейшов у мелецьку «Сталь», з якою підписав трирічну угоду. Дебютував за клуб 31 серпня 2022 року в матчі Кубка Польщі проти клубу ЛКС (Лодзь). Потім протягом усього сезону футболіст залишався у клубі резервним воротарем, не зігравши жодного матчу. Після відходу основного воротаря Бартоша Мрозека Кохальський став першим номером і новий сезон 2023/24 почав з матчу 22 липня 2023 року грою проти «Краковії». Протягом того сезону він дев'ять разів залишав ворота «сухими» у 33 матчах  та зробив 111 сейвів, що на дванадцять більше, ніж будь-хто з його колег.  Наприкінці сезону Кохальський був названий найкращим воротарем сезону у Екстраклясі.

### «Карабах»
15 серпня 2024 року Кохальський підписав контракт з азербайджанським клубом «Карабах» на три роки з можливістю продовження на ще один рік. У дебютному сезоні став з командою чемпіоном Азербайджану. Станом на 10 серпня 2025 року відіграв за команду з Агдама 17 матчів в національному чемпіонаті.

## Міжнародна кар'єра
У жовтні 2015 року футболіст отримав виклик у юнацьку збірну Польщі до 16 років. Дебютував за збірну 28 жовтня 2015 року у матчі проти збірної Сербії.
У серпні 2016 року футболіст отримав виклик у юнацьку збірну Польщі до 17 років. Дебютував за збірну 1 вересня 2016 року у матчі проти збірної Латвії. У листопаді 2016 року разом зі збірною футболіст брав участь у кваліфікації юнацького чемпіонату Європи.
У лютому 2018 року футболіст вирушив у розташування юнацької збірної Польщі до 18 років, за яку дебютував 11 лютого 2018 року у матчі проти Румунії.
У вересні 2018 року футболіст отримав виклик у юнацьку збірну Польщі до 19 років, де провів перший матч 11 жовтня 2018 року проти збірної Північної Македонії. У листопаді 2018 року разом зі збірною футболіст брав участь у кваліфікації юнацького чемпіонату Європи.
2 червня 2024 року тренер національної збірної Польщі тренер Міхал Пробеж вперше викликав Кохальського до команди замість травмованого Олів'єра Зиха перед товариськими матчами проти України (7 червня) та Туреччини (10 червня), а також до розширеної заявки на чемпіонат Європи 2024 року, але так за збірну і не дебютував.

## Досягнення
- Чемпіон Азербайджану: 2024/25